# Pelabuhan Gorontalo
Pelabuhan Gorontalo är en hamn i Indonesien.   Den ligger i provinsen Gorontalo, i den nordöstra delen av landet, 1 900 km öster om huvudstaden Jakarta. Pelabuhan Gorontalo ligger 170 meter över havet.Runt Pelabuhan Gorontalo är det tätbefolkat, med 297 invånare per kvadratkilometer. Närmaste större samhälle är Gorontalo, 3,5 km norr om Pelabuhan Gorontalo. I omgivningarna runt Pelabuhan Gorontalo växer i huvudsak städsegrön lövskog.